# Sangoma
Sangoma [sæŋˈgəʊmə] (z zuluskiego isangoma w językach grupy językowej nguni jest pochodną od słowa ngoma. Ngoma oznacza obrzęd, granie na bębnach, taniec, celebrację, różdżkarstwo oraz terapię rytualną. Zulskie Sangoma oznacza kogoś kto zajmuje się ngoma bądź różdżkarstem) – znachor, zielarz, wróżbita i parapsycholog pośród tradycyjnych społeczeństw ludów Nguni (tj. Zulusów, Xhosa, Ndebele i Suazi) w Afryce Południowej, odpowiednik afrykańskiego „szamana”.

## Definicja
Według definicji WHO sangoma zaliczany jest do kategorii tradycyjnych uzdrowicieli, którzy uznawani są za lokalną społeczność w której żyją, za kompetentnych w dziedzinie ochrony zdrowia używając warzyw, zwierząt i substancji mineralnych oraz pewnych innych metod bazujących na społecznych, kulturowych oraz religijnych wierzeniach, a także dominujące w danej społeczności wiedza, postawy i wierzenia odnośnie do fizycznego, psychicznego i społecznego dobrego samopoczucia. Istnieje pięć typów uznawanych za tradycyjnych uzdrowicieli: uzdrowiciel bądź sangoma, zielarz, prorok lub uzdrowiciel poprzez wiarę, tradycyjny zaklinacz ptaków oraz tradycyjny chirurg.

## Filozofia działania

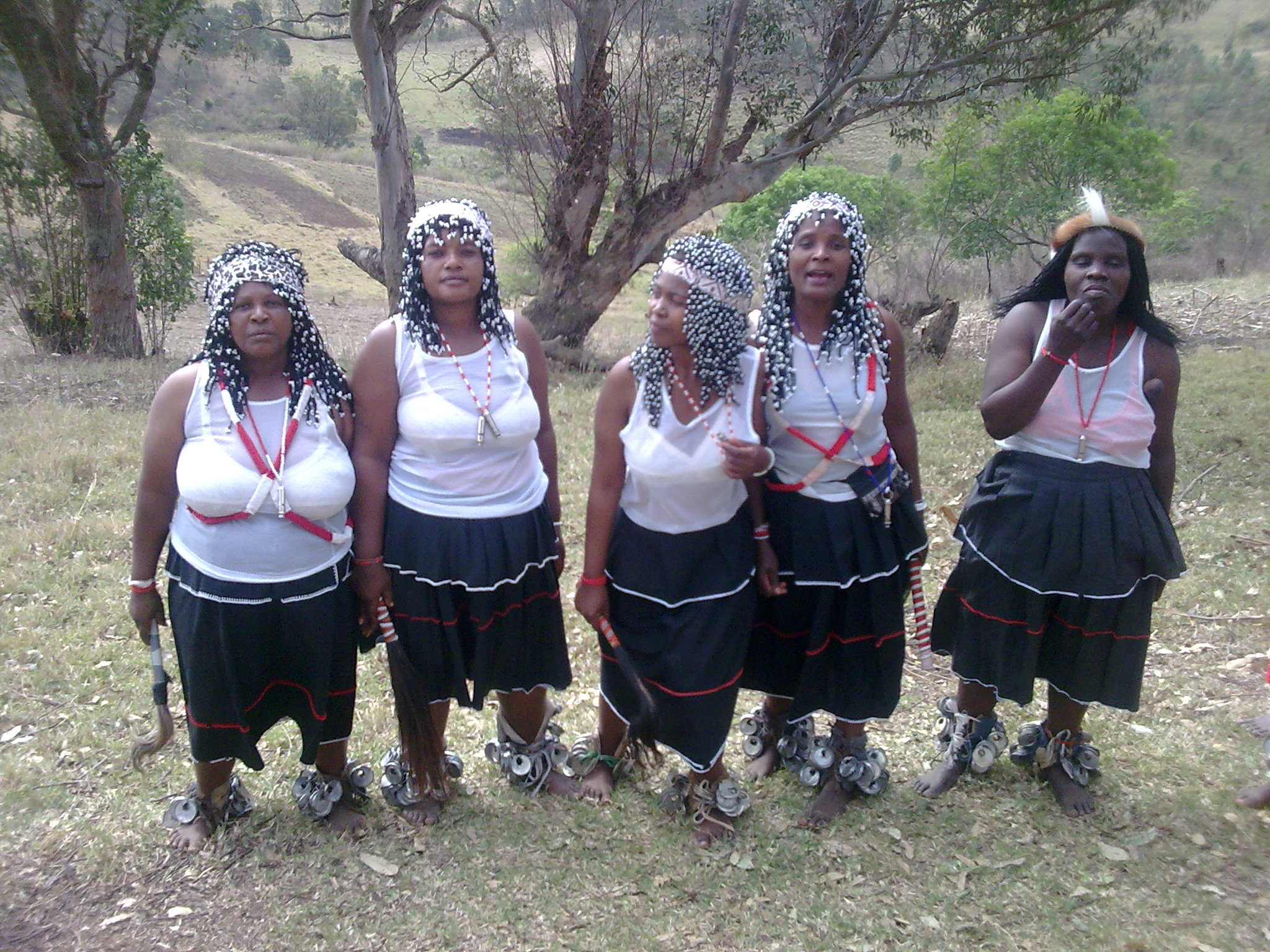
Pięć sangomów w Zululandzie

Filozofia działania Sangomów oparta jest na kulcie przodków. Sangomi są uznawani za pośredników pomiędzy ludźmi a światem pozaziemskim. Zarówno mężczyźni, jak i kobiety mogą wezwać - poprzez sangomę który pełni rolę medium - duchy bliskich zmarłych. Według sangomów odmowa w nawiązaniu kontaktów z zaświatami badź też złe z nimi kontakty przynoszą choroby fizyczne, jak i psychiczne. Sangomami pozostają głównie afrykańskie kobiety, choć ostatnio sangomami zostają również mężczyźni - w tym biali. By zostać sangomą, należy przejść wieloletni trening jako twaza pod nadzorem wykwalifikowanego sangomy. W czasie treningu adept wykonuje mniej skomplikowane praktyki wróżbiarskie.
W okresie treningu, a także w momencie stania się wykwalifikowanym sangomą, składana jest rytualna ofiara ze zwierzęcia (zazwyczaj z kury, kozła czy krowy). Przelew krwi zwierzęcia traktowany jest jako wejście sangomy w kontakt z duchami przodków.

## Sangomi w RPA
Sangomi dla 80% czarnej populacji Południowej Afryki traktowani są jako lekarze pierwszego - i najczęściej jedynego - kontaktu. Po demontażu apartheidu, po 1994 roku rząd tworzony przez Afrykański Kongres Narodowy refinansuje cześć usług sangomów z Kas Chorych. Jedna wizyta u sangomy jest relatywnie droga (nawet jak na warunki południowoafrykańskie) i kosztuje około 6000 randów (równowartość około 250 złotych, marzec 2011) przy jednoczesnym braku w RPA ulgi podatkowej na usługi medyczne.
Liczba praktykujących sangomów w Republice Południowej Afryki wynosi prawie 300 tys. osób. Pod wpływem części opinii publicznej (główny elektorat ANC i Inkathy) rząd południowoafrykański rozpoczął rejestrowanie sangomów i uznał ich działalność jako integralną część służby zdrowia. Decyzja ta została ostro skrytykowana przez opozycyjny Alians Demokratyczny, część mediów oraz środowisko lekarskie. (Liczba praktykujących lekarzy w RPA wynosi 23 tysięcy).